# Campionato del mondo di scacchi 1891
Il campionato del mondo di scacchi 1891 fu giocato tra il campione in carica Wilhelm Steinitz e Isidor Gunsberg a New York tra il dicembre 1890 e il gennaio 1891.

## Storia
Gunsberg fu scelto come sfidante di Steinitz dopo il forte
Torneo di New York 1889. Sebbene fosse arrivato solo terzo in quel torneo, Gunsberg fu scelto come sfidante in quanto né Mikhail Chigorin (che aveva perso due anni prima un match con Steinitz) né Max Weiss, che erano arrivati primi a pari merito, accettarono di giocare un match contro Steinitz.

## Risultati
Il campionato fu giocato al meglio delle 20 partite o delle 10 vittorie; in effetti durò solo 19 partite (con sei vittorie da parte di Steinitz), perché Gunsberg non avrebbe potuto ribaltare la situazione nell'ultima partita.
| Giocatore                           | 1 | 2 | 3 | 4 | 5 | 6 | 7 | 8 | 9 | 10 | 11 | 12 | 13 | 14 | 15 | 16 | 17 | 18 | 19 | 20 | Vittorie | Punti |
| ----------------------------------- | - | - | - | - | - | - | - | - | - | -- | -- | -- | -- | -- | -- | -- | -- | -- | -- | -- | -------- | ----- |
| Wilhelm Steinitz ( Stati Uniti)     | ½ | 1 | ½ | 0 | 0 | 1 | 1 | ½ | ½ | 1  | ½  | 0  | 1  | ½  | ½  | 0  | ½  | 1  | ½  | -  | 6        | 10,5  |
| Isidor Gunsberg ( Austria-Ungheria) | ½ | 0 | ½ | 1 | 1 | 0 | 0 | ½ | ½ | 0  | ½  | 1  | 0  | ½  | ½  | 1  | ½  | 0  | ½  | -  | 4        | 8,5   |